# Johannes Hals

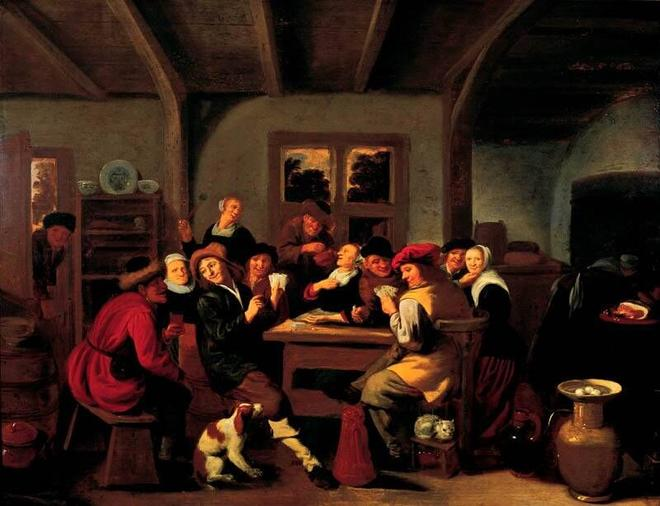
Alegre reunión, óleo sobre tabla, 63 x 79 cm, Haarlem, Frans Hals Museum.

Johannes Hals (Haarlem, c. 1620-c. 1654) fue un pintor barroco neerlandés. 
Hijo de Frans Hals y de Lysbeth Reijniersdr., su segunda esposa, no consta el año de su nacimiento ni hay registro de su bautismo. Como sus hermanos Nicolaes  y Reynier  y su cuñado Pieter Gerritsz. van Roestraeten debió de formarse en el taller paterno antes de ingresar, en fecha desconocida, en la guilda de San Lucas. En enero de 1648 contrajo matrimonio en Bloemendaal con María de Wit, pero en julio de ese mismo año se le citaba ya como viudo. Un año después, en junio de 1649, contrajo segundas nupcias con Sara Gerritsdr., con quien tuvo dos hijos. Aunque se desconoce la fecha, los esposos habían muerto entes del 11 de noviembre de 1654 cuando los dos pequeños fueron acogidos en el orfanato de Haarlem.
Pintó retratos al modo paterno (Retrato de un hombre desconocido, Detroit Institute of Arts) y escenas de género, como Niños jugando y Alegre reunión (Frans Hals Museum) en un estilo más próximo al del tío, Dirck Hals, e incluso al de Jan Miense Molenaer.